# Белелуївська сільська рада
| Белелуївська сільська рада — колишній орган місцевого самоврядування у Снятинському районі Івано-Франківської області з адміністративним центром у с. Белелуя. Утворена 9 липня 1991 року. Водоймища на території, підпорядкованій даній раді: річка Белелуйка. Сільській раді були підпорядковані населені пункти: - с. Белелуя |

## Склад ради
Рада складалася з 17 депутатів та голови.

### Керівний склад ради
| ПІБ                         | Основні відомості                                                 | Дата обрання | Дата звільнення |
| --------------------------- | ----------------------------------------------------------------- | ------------ | --------------- |
| Шовкопляс Василь Матвійович | Сільський голова, 1965 року народження, освіта, безпартійний      | 26.03.2006   | 31.10.2010      |
| Шовкопляс Василь Матвійович | Сільський голова, 1965 року народження, освіта вища, безпартійний | 31.10.2010   |                 |

Примітка: таблиця складена за даними джерела